# Pagolle
Pagolle (Baskisch: Pagola) is een gemeente in het Franse departement Pyrénées-Atlantiques (regio Nouvelle-Aquitaine) en telt 254 inwoners (1999). De plaats maakt deel uit van het arrondissement Bayonne en ligt in de Baskische provincie Soule.

## Geografie
De oppervlakte van Pagolle bedraagt 15,7 km², de bevolkingsdichtheid is 16,2 inwoners per km².
De onderstaande kaart toont de ligging van Pagolle met de belangrijkste infrastructuur en aangrenzende gemeenten.

## Demografie
Onderstaande figuur toont het verloop van het inwonertal (bron: INSEE-tellingen).